# Jean-François Robert
Ne doit pas être confondu avec Jean-François Robert (peintre).
Pour les articles homonymes, voir Robert.
 (février 2024).
La mise en forme du texte ne suit pas les recommandations de Wikipédia : il faut le « wikifier ».
Les points d'amélioration suivants sont les cas les plus fréquents. Le détail des points à revoir est peut-être précisé sur la page de discussion.
- Les titres sont pré-formatés par le logiciel. Ils ne sont ni en capitales, ni en gras.
- Le texte ne doit pas être écrit en capitales (les noms de famille non plus), ni en gras, ni en italique, ni en « petit »…
- Le gras n'est utilisé que pour surligner le titre de l'article dans l'introduction, une seule fois.
- L'italique est rarement utilisé : mots en langue étrangère, titres d'œuvres, noms de bateaux, etc.
- Les citations ne sont pas en italique mais en corps de texte normal. Elles sont entourées par des guillemets français : « et ».
- Les listes à puces sont à éviter, des paragraphes rédigés étant largement préférés. Les tableaux sont à réserver à la présentation de données structurées (résultats, etc.).
- Les appels de note de bas de page (petits chiffres en exposant, introduits par l'outil «  Source ») sont à placer entre la fin de phrase et le point final[comme ça].
- Les liens internes (vers d'autres articles de Wikipédia) sont à choisir avec parcimonie. Créez des liens vers des articles approfondissant le sujet. Les termes génériques sans rapport avec le sujet sont à éviter, ainsi que les répétitions de liens vers un même terme.
- Les liens externes sont à placer uniquement dans une section « Liens externes », à la fin de l'article. Ces liens sont à choisir avec parcimonie suivant les règles définies. Si un lien sert de source à l'article, son insertion dans le texte est à faire par les notes de bas de page.
- La présentation des références doit suivre les conventions bibliographiques. Il est recommandé d'utiliser les modèles {{Ouvrage}}, {{Chapitre}}, {{Article}}, {{Lien web}} et/ou {{Bibliographie}}. Le mode d'édition visuel peut mettre en forme automatiquement les références.
- Insérer une infobox (cadre d'informations à droite) n'est pas obligatoire pour parachever la mise en page.

Pour une aide détaillée, merci de consulter Aide:Wikification.
Si vous pensez que ces points ont été résolus, vous pouvez retirer ce bandeau et améliorer la mise en forme d'un autre article.
Jean-François Robert (né le 25 juin 1973 à Hennebont en Bretagne) est un photographe d’art, écrivain et musicien français.

## Biographie

### Photographie
Jean-François Robert réalise ses premières photographies à l’âge de quatorze ans. Ses premières thématiques de travail seront le portrait et le milieu urbain, en particulier les villes de Berlin et Paris. En 1999, sa première exposition L’Œil du Cyclone a lieu dans son atelier parisien et met en scène une série de photographies de l'Île Saint-Louis. En 2003, sa photographie Paris, -25m, prise en 1991, est publiée aux côtés d’un texte de Pascal Quignard dans la revue Sigila.
Jean-François Robert explore ensuite le rapport entre homme et nature et réalise plusieurs séries de photographies d’animaux et de paysages durant ses nombreux voyages. Entre 2011 et 2024, il partage sa vie entre la France et la Nouvelle-Zélande, où il initie le projet de résidence artistique « Space Between » dans le Parc national Abel Tasman. Durant cette même période, les sources d’eau de la Golden Bay en Nouvelle-Zélande, et celles de l’Aigue Brun en Provence, deviennent l’objet central de son travail autour de l’eau et de la lumière, pour aboutir à l’exposition « Ce Que l’Eau Nous Dit », Rencontres d’Arles 2023 (Off). Une première partie du travail a été exposée en 2017 à la Galerie Argentic à Paris lors de l’exposition ZEN, aux côtés des photographies d’Irving Penn, Brassaï et Édouard Boubat,.
Les photographies de Jean-François Robert sont exposées à l’international, dans des galeries et collections privées, notamment à Paris, Genève, Londres, Berlin, Bruxelles, New York, San Francisco, Tel Aviv et Auckland. En 2020, Jean-François Robert publie le livre de photographie et de poésie Reflections, en collaboration avec David Briggs, écrivain et poète anglais. En 2021, son exposition Évidences sera qualifiée de « moment fort » des Rencontres d’Arles par le Journal La Provence.

### Musique
Élevé dans une famille de musiciens et d’artistes, Jean-François Robert débute son apprentissage de la musique (piano et violon) à l’âge de cinq ans. Entre 1982 et 1992 il poursuit sa formation en musique classique à Paris auprès, entre autres, d’Alexis Galpérine et Devy Erlih. En décembre 1984, Jean-François Robert participe (piano) à la cérémonie d’ouverture de l’Année européenne de la musique au ministère des Affaires étrangères en présence des ministres de la Culture, Jack Lang, et des Affaires étrangères Roland Dumas. Il enseigne le violon et le piano entre 1991 et 2005. De 2002 à 2005, il est violoniste et formateur au sein de l’Académie de musique de Paris. Il collabore en tant que musicologue avec le journal Le Monde, sous le pseudonyme de Robert Van Kampen entre 2000 et 2001,,,.
En 2013, Jean-François Robert initie le projet « Piano on Tour » avec la pianiste française Claire Rouault,. Des séries de concerts sont organisées en Nouvelle-Zélande afin de toucher des publics généralement peu exposés à la musique classique (hôpitaux, maisons de retraite, écoles),. En 2018, il crée à Paris « Piano on Tour - France », en partenariat avec l’Assistance publique - Hôpitaux de Paris et le Conservatoire national supérieur de musique et de danse de Paris.

## Œuvres
- 1996 : Derniers Rêves (roman)
- 1998 : Un amour de bastide, tomes 1 et 2
- 1999 : La Marche suivante
- 2000 : Monromane
- 2003 : Le Martyre des anges (roman)